# الفارس والموت والشيطان (نقش)
الفارس والموت والشيطان (بالألمانية: Ritter, Tod und Teufel) هو حفر فني أنجزه الرسام الألماني ألبريخت دورر (Albrecht Dürer) عام 1513 باستخدام تقنية الحفر بالمقْطع المعدني (buril) على لوح معدني. توجد نسخ منه في أهم المتاحف العالمية، ويحتفظ متحف اللوفر بواحدة منها، أبعادها 25 × 19 سم.
منذ عام 1510 كرَّس دورر نفسه أكثر لفن الحفر مقارنةً بالرسم، وأنتج هذه الروائع التي أصبحت فيها الكمالات التقنية والبصرية وسيلة للتعبير عن فكر يُترجم في شكل رموز مجازية (أليغوريات). وكغيرها من أعماله المحفورة، تتميز هذه الصورة بتعدد الرموز الأيقونية.
تحمل الشخصيات الثلاث الرئيسة عنوان العمل: الفارس، والموت، والشيطان. غير أنّ اللوحة تضم إلى جانبهم عددًا كبيرًا من العناصر التي تملأ التكوين، في محاولة لتجنّب ما يُعرف بـ الخوف من الفراغ (Horror vacui).
الفارس، المجهَّز تجهيزًا كاملًا والممتطي جواده، هو الشخصية المحورية. ويجدر الانتباه إلى الإتقان الكامل في تصوير البنية التشريحية لجسم الحصان، وهو أمر شائع لدى فناني عصر النهضة المهتمين بالعلوم الطبيعية وعلم التشريح. ومن المرجح أن دورر تأثر بالانطباعات التي حصل عليها خلال رحلته إلى إيطاليا، حين رسم مسوَّدةً لحصان. أمّا الفارس نفسه فهو نموذج مباشر لفارس ظهر في دراسة سابقة لدورر (انظر الشكل أسفل اليسار).
يرافق الفارس كلبٌ يُرمز به إلى الوفاء والإيمان (Fides)، وهو عنصر استخدمه دورر كثيرًا في أعماله. وفي أسفل اليمين، يظهر سحلية تهرب في الاتجاه المعاكس.
إلى جانب ذلك، هناك رفيقان آخران للفارس يبعثان على قدر أقل من الاطمئنان، هما: الموت والشيطان. فالموت مصوَّر بهيئة رجل ملتحٍ، يمتطي حصانًا عجوزًا غير ثابت، ويحمل ساعة رملية رمزًا لفناء الحياة، وله شعر متموِّج يشبه الأفاعي. أمّا الشيطان، فيقف خلف الفارس مباشرةً، وهو ابتكار بالغ الخيال، يجمع بين هيئات حيوانات مختلفة.
في أسفل اليسار، تظهر لوحة صغيرة منقوشة عليها الحرفان الأولان من اسم الفنان ولقبه (a d) على شكل أناغرام مميّز كان يوقّع به بعض أعماله، وبجانبها التاريخ. وخلف هذه اللوحة، توجد جمجمة تمثل رمزًا آخر للموت، وربما تلمّح إلى أنّ هذا الفارس، الجالس بفخر على صهوة جواده، قادر على القتل، لكنه في النهاية مهدَّد بالموت نفسه.
يبدو الفارس وكأنه يسير في وادٍ أو في مشهد جبلي تغطيه الأشجار والأدغال، وفي الخلفية يمكن تمييز قلعة أو مدينة تشبه نورمبرغ. وقد رُسم المشهد الطبيعي بتفاصيل دقيقة، كما هو متوقَّع من فنان اهتم أيضًا بفن المناظر الطبيعية.
يُعَدّ هذا الفارس المترصَّد من قِبل الموت والشيطان واحدًا من أعمق النقوش على النحاس التي أنجزها دورر من حيث الدلالة والمعنى. وقد كان مصحوبًا بقصيدة طويلة ذات طابع أخلاقي، إلا أنّ مضمونها ليس بالغ الغموض مقارنةً ببقية النقوش التي أُنتجت في تلك الحقبة.
يُعتقد أنّه كان جزءًا من مجموعة مقصودة من Meisterstreich إلى جانب عملَي القديس جيروم في مكتبه والمِلانكوليا الأولى (Melancolía I)، وكلاهما من سنة 1514. وبهذا يكون ثلاثيةً من النقوش تمثّل مجازاتٍ لثلاث فئات من الفضائل وثلاثة مجالات للنشاط، وفق تصنيفٍ ما زال متأثرًا بالعصور الوسطى. يمثّل الفارس والموت والشيطان المجال الأخلاقي؛ إذ يمكن أن يرمز الفارس إلى "الحياة النشطة" (Vita activa)، أي المقاتل النبيل. وعلى الرغم من أنّ زمن الفروسية كان قد ولّى في حياة دورر، فإنّ المثل العليا للفروسية بقيت حيّة. أما القديس جيروم في مكتبه فيرمز إلى اللاهوت والحياة التأملية. وأخيرًا، تمثّل المِلانكوليا الأولى المجال الفكري الخاضع لتأثير كوكب زحل، وفق التقاليد الفلكية المرتبطة بمشاعر الكآبة، مما يشكّل صلة بين العالم العقلاني للعلوم والعالم الإبداعي للفنون.
ومع ذلك، فإنّ المأساة حاضرة في هذا العمل؛ فالفارس يتجه نحو الموت، كما تدل على ذلك شخصية الموت المرافقة له والجمجمة الموجودة في الجزء السفلي. ويقوده طريقه، إلى حدٍّ ما، نحو وادٍ للموت — ربما وادي الموت القريب من القدس، أو وادي هنّوم. أما المدينة الظاهرة في الخلف فقد تكون هي القدس، موضع قيامة المسيح (القدس السماوية أو الفردوس). وهكذا، فإنّ طريق الفارس يجمع بين السقوط والخلاص.
إنّ التكوين الفني، إلى جانب هذه الاحتمالات التفسيرية وغيرها، يضفي على هذا النقش توترًا داخليًّا مميزًا لأعظم روائع الفن.